# Пія
Пія́ (рос. Пия) — село у складі Верхотурського міського округу Свердловської області.
Населення — 28 осіб (2010, 59 у 2002).
Національний склад населення станом на 2002 рік: росіяни — 81 %.